# Präsidentschaftswahl in Kirgisistan 2009

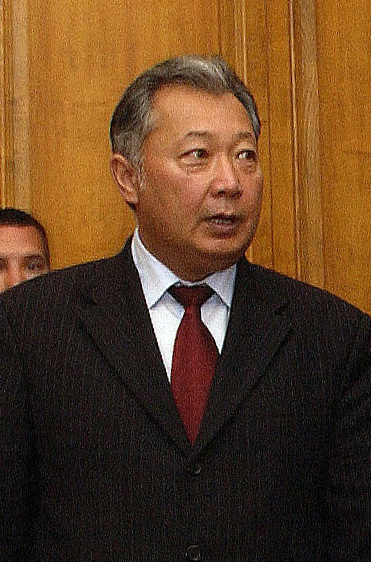
Amtsinhaber und Wahlsieger Kurmanbek Bakijew

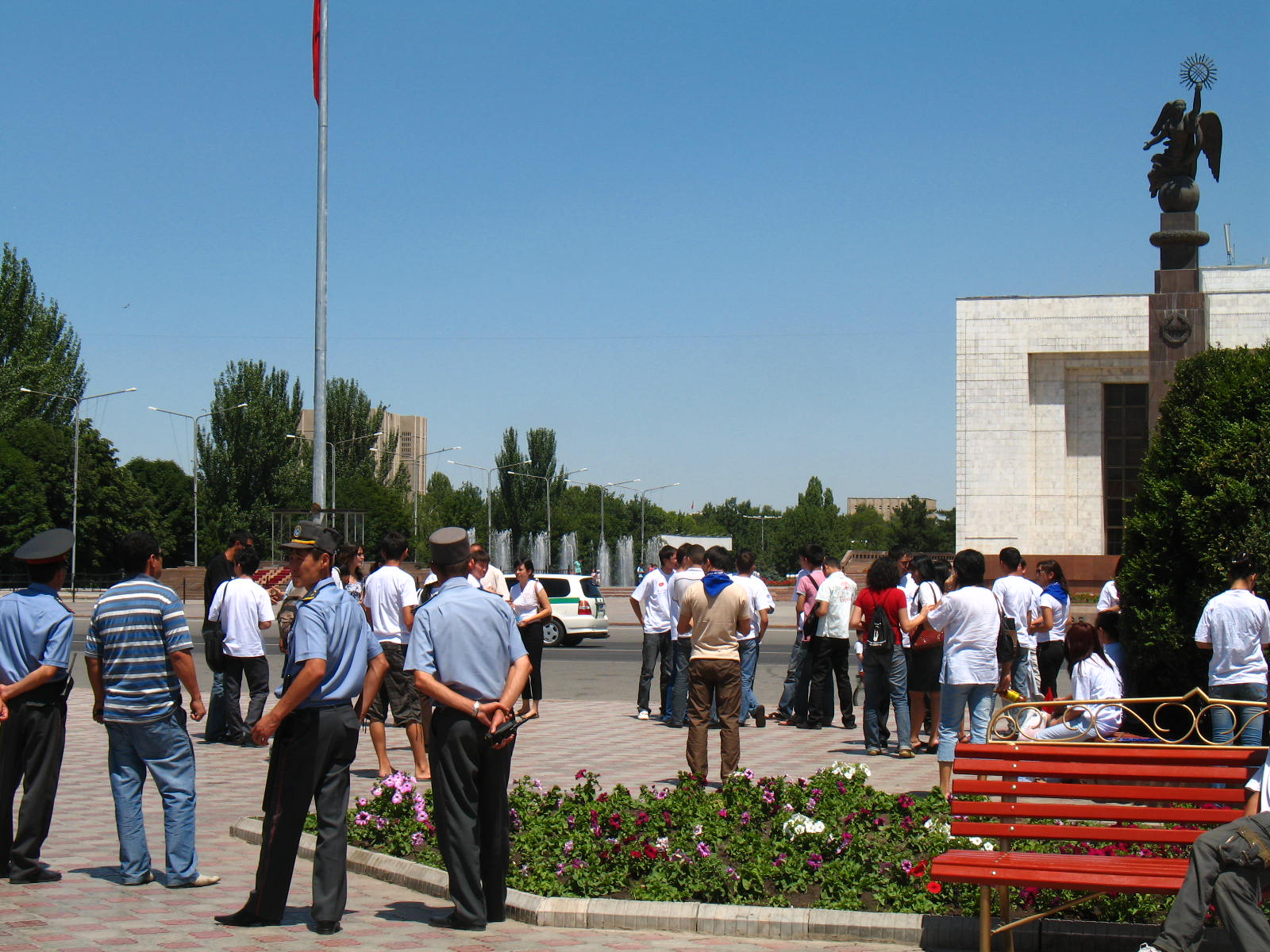
Anhänger Almasbek Atambajews demonstrieren am 1. Juli 2009 in Bischkek

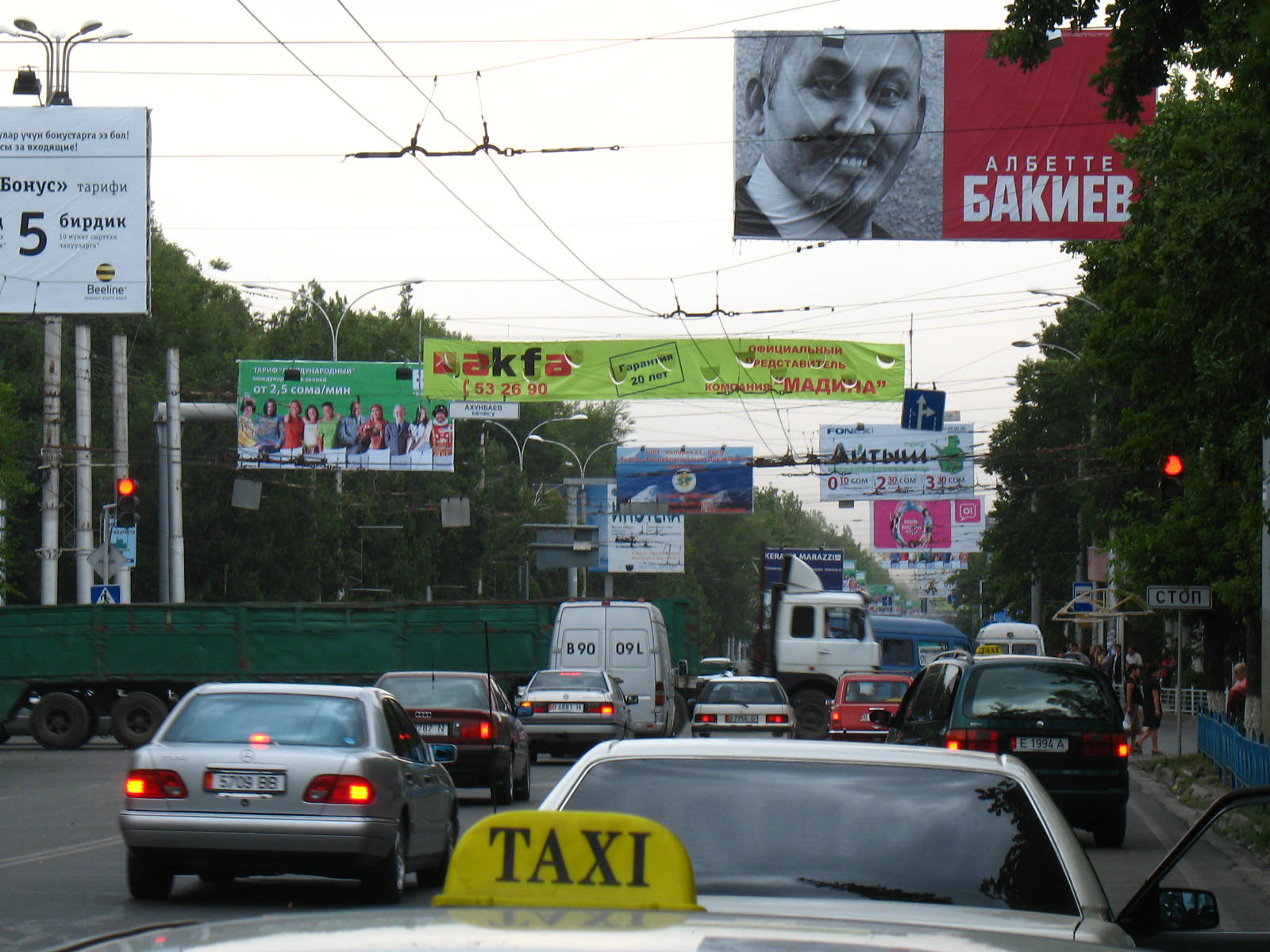
Pro-Bakijew-Transparent mit Aufschrift Natürlich Bakijew

Die Präsidentschaftswahlen in Kirgisistan 2009 fanden am 23. Juli des Jahres statt. Es handelte sich um vorgezogene Wahlen – Präsident Bakijew war 2005 für fünf Jahre gewählt worden.

## Kandidaten
Amtsinhaber Kurmanbek Bakijew wurde am 1. Mai 2009 von seiner Partei Ak Dschol zum Kandidaten erklärt. Bereits am 20. April hatte die oppositionelle Vereinigte Volksbewegung den Vorsitzenden der Sozialdemokratischen Partei Kirgisistans und ehemaligen Premierminister Almasbek Atambajew als ihren Kandidaten nominiert. Am 19. Mai erklärte der ehemalige Verteidigungsminister Ismail Issakow, er werde auf seine geplante Kandidatur verzichten, um Atambajew zu unterstützen. Neben Bakijew und Atambajew gab es noch vier weitere Kandidaten.
Am Wahltag erklärte Atambajew, er ziehe seine Kandidatur wegen massiver Wahlmanipulationen zurück. Selbiges tat der Kandidat Dschenischbek Nasaralijew.

## Ergebnis
| Kandidaten                | Parteien                                | Stimmen   | %    |
| ------------------------- | --------------------------------------- | --------- | ---- |
| Kurmanbek Bakijew         | Ak Dschol                               | 1.779.417 | 77,4 |
| Almasbek Atambajew        | Sozialdemokratische Partei Kirgisistans | 195.291   | 8,5  |
| Temir Sarijew             | Akshumkar                               | 149.658   | 6,5  |
| Toktajym Ümötalijewa      | Parteilos                               | 25.096    | 1,1  |
| Nurlan Motujew            | Joomart                                 | 21.754    | 0,9  |
| Dschenischbek Nasaralijew | Parteilos                               | 19.198    | 0,8  |
| Gegen alle                | Gegen alle                              | 107.317   | 4,7  |
| Gesamt                    | Gesamt                                  | 2.297.731 | 100  |
|                           |                                         |           |      |
| Ungültige Stimmen         | Ungültige Stimmen                       | 30.338    | 1,3  |
| Wähler                    | Wähler                                  | 2.328.069 | 79,2 |
| Wahlberechtigte           | Wahlberechtigte                         | 2.939.413 |      |
|                           |                                         |           |      |
| Quellen: CEC, АКИpress    |                                         |           |      |

Bei der offiziellen Amtseinsetzung am 2. August machte Bakijew den Kampf gegen Korruption und Armut zu seinem wichtigsten Anliegen für die zweite Amtszeit.

## Proteste
Die Opposition rief bereits am Wahltag ihre Anhänger zu Protesten gegen die „Wahlfälschung“ auf, diese wurden aber von den Behörden umgehend verboten. Wenig später beanspruchte die Opposition den Sieg für sich: Atambajew habe nach Angaben eigener Wahlbeobachter 60 % der Stimmen erhalten. Weitere Versuche der Opposition, sich zu Protestkundgebungen zu versammeln, wurden von der Polizei rasch unterbunden.

## Bewertung der Wahlen
Die Wahlbeobachter der OSZE erklärten am Tag nach der Wahl, Amtsinhaber Bakijew sei auf unfaire Weise vom Staatsapparat unterstützt worden. Die Durchführung der Wahl sei eine Enttäuschung gewesen. Westliche Wahlbeobachter hatten bereits im Vorfeld zahlreiche Verstöße der Behörden beanstandet. Dagegen bezeichnete eine Beobachtermission der Gemeinschaft Unabhängiger Staaten die Wahlen als offen und frei; es seien keine gravierenden Unregelmäßigkeiten festgestellt worden.